# Сопракорнола (Леко)
Сопракорнола је насеље у Италији у округу Леко, региону Ломбардија.
Према процени из 2011. у насељу је живело 109 становника. Насеље се налази на надморској висини од 601 м.